# Заборье (Хиславичский район)
Заборье — деревня в Хиславичском районе Смоленской области России. Входит в состав Печерского сельского поселения. Население — 46 жителей (2007 год).
Расположена в юго-западной части области в 4 км к юго-востоку от Хиславичей, в 31 км западнее автодороги А141 Орёл — Витебск. В 31 км восточнее деревни расположена железнодорожная станция Стодолище на линии Смоленск — Рославль.

## История
В годы Великой Отечественной войны деревня была оккупирована гитлеровскими войсками в июле 1941 года, освобождена в сентябре 1943 года.

## Известные уроженцы
- Николай Иванович Гращенков (1901—1965) — нейрофизиолог, замнаркома здравоохранения СССР